# R'Uitmarkt
R'Uitmarkt is een cultureel evenement en uitmarkt en is tevens de opening van het nieuwe culturele seizoen in Rotterdam e.o. De R'Uitmarkt wordt georganiseerd door het Rotterdams Uitburo en vindt jaarlijks plaats op de eerste zondag van september in het centrum van Rotterdam.
Op de R'Uitmarkt vinden optredens en voorstellingen plaats op en rond het Schouwburgplein en in De Doelen. Ook is er een informatiemarkt van culturele organisaties. 
In 2008 vindt de R'Uitmarkt plaats op zondag 7 september van 13.00-19.00 uur. Voor het eerst werd het evenement live op televisie uitgezonden op het UPC informatiekanaal, (analoog & digitaal). Hoofdsponsor UPC Nederland verzorgde met vijf camera's een verslag van alle optredens op het hoofdpodium en reportages van de binnenoptredens. 
In 2013 heet dit evenement "24 uur Cultuur" en wordt het gehouden in het tweede weekend van september.